# Teodomiro

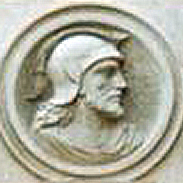
Darstellung des Teodomiro an einem Portal in Orihuela

Teodomiro (westgotisch: Theodemir oder Teudemir, arabisch: Tudmir; † 743) war ein westgotischer comes (Graf), der die Region im Südosten der Carthaginensis, d. h. die Region um Murcia, während der letzten Zeit des Westgotenreichs regierte. Nach der seit 711 erfolgten muslimischen Eroberung der Iberischen Halbinsel konnte er seine Herrschaft im nun Reich Tudmir genannten Machtgebiet unter muslimischer Oberhoheit bewahren.

## Leben und Wirken
Teodomiro schlug wahrscheinlich irgendwann zwischen 698 und 701 bzw. zur Zeit der Doppelherrschaft von Egica und Witiza den Angriff einer byzantinischen Flotte auf die südspanische Küste (bei Alicante oder Cartagena) zurück, doch ist die Datierung und der geschichtliche Kontext dieses Ereignisses mangels weiterer überlieferter Informationen umstritten. Einige streng katholische Chronisten haben unterstellt, dass Teodomiro um 700 in Orihuela eine Gegenherrschaft gegen Egicas Nachfolger Witiza errichtet habe und möglicherweise Teodomiro es war, der die Araber 711 zur Invasion Iberiens gerufen habe.
Nach der Niederlage des westgotischen Königs Roderich in der Schlacht am Río Guadalete (Juli 711) widersetzte sich Teodomiro jedenfalls den vordringenden Arabern und Berbern. Er wurde schließlich von  Abd al-Aziz in Orihuela eingeschlossen und soll einem legendären Bericht zufolge die Frauen der Stadt in Männerkleidung und voller Bewaffnung entlang der Stadtmauer Aufstellung haben beziehen lassen, um die Araber über die geringe Zahl der Verteidiger zu täuschen, was gelungen sei; so habe er den Abschluss eines günstigen Friedensvertrags erreicht. Der mehr oder wenige authentische Text dieses im April 713 unterzeichneten Vertrags zwischen Abd al Aziz und Teodomiro blieb in mindestens drei voneinander unabhängigen Quellen erhalten.
Demnach erhielt Teodomiro die Bestätigung seines Besitzes der Städte Orihuela, Baltana, Alicante, Mula, Villena, Lorca und Ello; sein Herrschaftsgebiet wurde nach der arabischen Form seines Namens Reich Tudmir genannt. Ferner wurden die Sicherheit seiner Untertanen und ihres Eigentums sowie freie Religionsausübung versprochen und eine Bestandsgarantie christlicher Kirchen gegeben. Im Gegenzug musste sich Teodomiro u. a. dazu verpflichten, die arabische Oberhoheit anzuerkennen, keine Gegner von Abd al-Aziz aufzunehmen und einen jährlichen Tribut zu entrichten. Dieser bestand für ihn und jeden seiner Untertanen in der jährlichen Zahlung von einem Dinar und der Abgabe von je vier Maß Weizen, Gerste, Traubensaft und Essig sowie je zwei Maß Honig und Olivenöl. Für Bedienstete ermäßigte sich der geforderte Tribut auf die Hälfte. Teodomiro begab sich persönlich nach Damaskus und erlangte vom Kalifen die Bestätigung dieses Übereinkommens. Es ist aber nicht bekannt, wie lange der Vertrag Bestand hatte.
Teodomiro starb 743; sein Tod wird in der Mozarabischen Chronik erwähnt. Er hinterließ einen Sohn Atanagildo (Athanagild), der laut der Chronik sehr vermögend war. Ob Atanagildo aber seinem Vater auch in der Herrschaft nachfolgte, ist umstritten. Die Bedeutung Teodomiros in der von ihm beherrschten Region ist daraus ersichtlich, dass eine Reihe später dort herrschender gotischer Adliger ihren Stammbaum auf ihn zurückzuführen suchten.